# كوتشك محلة (تشهار فريضة)
کوتشك محلة (بالفارسية: کوچک محله) هي قرية تقع في إيران في البلدة المركزية. يقدر عدد سكانها بـ 328 نسمة بحسب إحصاء 2016.